# 沙莫島
66°46′S 141°36′E / 66.767°S 141.600°E
沙莫島（Chameau Island），是南極洲的島嶼，位於阿黛利地，處於德庫維特角以東1.5公里，屬於寇松群島的一部分，長0.2公里，在1951年由法國探險隊繪入地圖和命名，現時由南極條約體系管理。